# Beatrice I di Bigorre
Beatrice I (spagnolo Beatriz, francese Béatrix, catalano Beatriu, e occitano Beatritz; seconda metà dell'XI secolo – 1095) fu viscontessa consorte di Béarn, dal 1077 al 1090 circa e Contessa di Bigorre dal 1080 alla sua morte.

## Origine
Beatrice, secondo la Histoire générale de Languedoc, tomus II, Genealogie des comtes de Carcassonne, de Razes et de Foix
era figlia del Conte di Bigorre, Bernardo II e della sua seconda moglie, Stefania o Dolce (?- dopo il 1096, anno in cui Stefania fece una donazione per l'anima del figlio Bertrando), che secondo lo storico Szabolcs de Vajay era viscontessa di Marsiglia, figlia del visconte di Marsiglia, Guglielmo II, ed è citata assieme alla figlia, Beatrice e al genero, Centullo V di Béarn, nel documento n° 483 del Cartoulaire de l'abbaye de Saint-Victor de Marseille tome I. 

Bernardo di Bigorre, secondo la Histoire du Comté et de la Vicomté de Carcassonne, era il figlio primogenito del conte di Carcassonne e di Couserans, poi Conte di Foix, ed infine conte effettivo di Bigorre, Bernardo e della moglie, la Contessa di Bigorre, Garsenda di Bigorre che, secondo La Vasconie. Tables Généalogiques, era l'unica figlia del Conte di Bigorre, Garcia Arnaldo e della moglie, Riccarda, figlia del visconte di Astarac, Garcia Arnaldo.

## Biografia
Secondo la La Vasconie. Tables Généalogiques, suo padre, Bernardo II, morì nella prima metà del 1077; il suo fratellastro, Raimondo, figlio primogenito di primo letto, gli succedette come Raimondo II.
In quello stesso anno, ancora secondo la La Vasconie. Tables Généalogiques, Beatrice, all'età di circa tredici anni, era stata data in moglie al visconte di Béarn, Centullo V, dopo che il papa Gregorio VII, aveva annullato il precedente matrimonio di Centullo con Gisela, per consanguineità.

Sempre nel 1077, Beatrice assieme al marito ed ai figli di primo letto di Centullo fece una donazione al Monastero di San Juan de la Peña.
Il primo aprile 1080, assieme al marito, Centullo, e alla madre, Stefania, fece una donazione all'Abbazia di San Vittore di Marsiglia, come da documento n° 483 del Cartoulaire de l'abbaye de Saint-Victor de Marseille tome I.
Il suo fratellastro, Raimondo II, aveva governato la contea per circa tre anni, morendo nel 1080; e ancora secondo la La Vasconie. Tables Généalogiques, gli succedette Beatrice, come Beatrice I, assieme al marito, Centullo I.
Il 12 maggio 1087, assieme al marito, Centullo, Beatrice fece ancora una donazione all'Abbazia di San Vittore di Marsiglia, come da documento n° 484 del Cartoulaire de l'abbaye de Saint-Victor de Marseille tome I.
Nel 1090, Beatrice rimase vedova; il marito, Centullo I, ancora secondo la La Vasconie. Tables Généalogiques, chiamato alla corte di Aragona dal re Sancho Ramírez d'Aragona, mentre attraversava la valle di Tena, nell'Alto Gállego, pernottando presso Garcia Aznarez, fu da quest'ultimo assassinato a tradimento.

Il documento n° II del Honores y tenencias en Aragón, riporta la sentenza del re Sancho, che condanna Garcia Aznarez e i suoi accoliti (in contumacia, in quanto fuggiti in Al Andalus), per l'omicidio di Centullo.
L'anno successivo, Beatrice, assieme al figlio, Bernardo, confermò le donazioni fatte all'Abbazia di San Vittore di Marsiglia, come conferma la Carta Beatrici comitissae del Veterum scriptorum et monumentorum historicorum, dogmaticorum, Volume 1 ed il documento n° 818 del Cartoulaire de l'abbaye de Saint-Victor de Marseille tome II.
Secondo la La Vasconie. Tables Généalogiques, Beatrice, nel 1095, era ancora in vita e, molto probabilmente, morì in quello stesso anno o l'anno dopo, secondo il documento n° 818 del Cartoulaire de l'abbaye de Saint-Victor de Marseille tome II; le succedette il figlio primogenito, Bernardo, come Bernardo III.

## Discendenza
Beatrice a Centullo I diede due figli:
- Bernardo, conte di Bigorre[14]
- Centullo, conte di Bigorre[20].

### Fonti primarie
- (LA)  Cartoulaire de l'abbaye de Saint-Victor de Marseille tome I
- (LA)  Cartoulaire de l'abbaye de Saint-Victor de Marseille tome II.
- (LA)  Veterum scriptorum et monumentorum historicorum, dogmaticorum, Volume 1.

### Letteratura storiografica
- (FR)  Histoire générale de Languedoc, tomus II.
- (FR)  LA VASCONIE.
- (FR)  Honores y tenencias en Aragón.